# حليب بازلاء
حليب البازلاء (بالإنجليزية: Pea milk)‏ أو مشروب بروتين البازلاء (بالإنجليزية: pea protein beverage)‏ هو حليب نباتي، يُحضر باستخدام بروتين البازلاء المستخرج من البازلاء الصفراء. يُمزج مع الماء، وزيت زهرة الشمس، والعناصر الغذائية المضافة للتقوية، والمكثفات والفوسفات. يتوفر بنكهات محلاة، وغير محلاة، وفانيليا وشوكولاتة. ويُعتبر منتج مناسب للأشخاص الذين يعانون من حساسية الصويا.

## التصنيع
يُصنع حليب النبات عن طريق سحق المصدر النباتي واستخراج السائل. في أستراليا، يُصنع حليب البازلاء من خلال عملية نقع البازلاء الصفراء المجروشة وخلطها مع الماء.
يُمكن تحسين طعم بدائل حليب النبات عن طريق التخمير، ويمكن أن يزيد من مستويات فيتامينات بي والبروتين.